# Mötzingen
Mötzingen ist eine Gemeinde in Baden-Württemberg, die zum Landkreis Böblingen gehört. Sie gehört zur Region Stuttgart (bis 1992 Region Mittlerer Neckar) und zur Randzone der europäischen Metropolregion Stuttgart. Sie hat sich im 20. Jahrhundert aus einem historischen Dorfkern, einem Neubaugebiet und einer größeren Gewerbefläche entwickelt.

## Geographie
Mötzingen liegt im Korngäu bzw. Oberen Gäu zehn Kilometer südwestlich von Herrenberg und fünf Kilometer östlich von Nagold. Nachbargemeinden sind: im Westen die Stadt Nagold im Landkreis Calw, im Norden Jettingen und Gäufelden, im Osten Bondorf (alle drei im Landkreis Böblingen) und im Süden die Stadt Rottenburg am Neckar im Landkreis Tübingen.

## Geschichte

### Überblick
Die ersten Siedlungsfunde in der Gemarkung Mötzingen reichen bis in die Eisenzeit zurück. Die erste urkundliche Erwähnung stammt von 1094. Zu der Zeit lag das Gebiet im Herzogtum Schwaben. Im Spätmittelalter übten die Vögte der Grafen von Hohenberg die Herrschaft über den Ort aus. 1581 ging Mötzingen an das Herzogtum Württemberg über und wurde dem Amt Herrenberg unterstellt. 1582 bis 1584 entstand ein Schloss, dessen Baumeister Heinrich Schickhardt war. Das Schlossgut wurde nacheinander an verschiedene adelige und bürgerliche Familien verliehen. Bei der Umsetzung der neuen Verwaltungsgliederung im 1806 gegründeten Königreich Württemberg blieb die Zugehörigkeit von Mötzingen zum Oberamt Herrenberg bestehen.

### Ab dem 20. Jahrhundert
Anlässlich der Kommunalreform 1938, während der NS-Zeit in Württemberg, die zur Auflösung der Oberämter und zur Einführung von Landkreisen führte, kam der Ort zum Landkreis Böblingen. Im letzten Jahr des Zweiten Weltkriegs wurde das Schloss zerstört. 1945 bis 1952 gehörte Mötzingen zum Land Württemberg-Baden, das 1945 in der Amerikanischen Besatzungszone gegründet worden war. 1952 gelangte die Gemeinde zum neuen Bundesland Baden-Württemberg.
In den Jahren nach dem Zweiten Weltkrieg entwickelte sich südlich des alten Dorfkerns ein Neubaugebiet, das bis in die 1980er Jahre nach Südosten weiter wuchs. Auch im Nordwesten der Gemeinde gab es in den Nachkriegsjahren eine rege Bautätigkeit, die zur Entstehung neuer Siedlungsflächen führte. Hierbei entstand auch ein Areal für Gewerbetreibende.

### Religionen
Die Reformation wurde in Mötzingen 1534 eingeführt.
In Mötzingen sind folgende Religionen mit nachfolgenden Einrichtungen vertreten (Stand in den 2020er Jahren):
1. Evangelische Kirche: Die ev. Kirche ist mit der Mauritiuskirche (erbaut 1793), einem Gemeindehaus und einer Gemeindebücherei vertreten.
2. Katholische Kirche: Die kath. Kirche ist in Mötzingen mit einem Gemeindehaus vertreten. Da ein Pfarrverband zwischen Vollmaringen und Mötzingen besteht, zählt man die Angehörigen des katholischen Glaubens der beiden Dörfer zur Katholischen Kirchengemeinde St. Georg.
3. Evangelisch-methodistische Kirche: Die Angehörigen des evangelisch-methodistischen Glaubens gehören zur Evangelisch-methodistischen Kirchengemeinde Gäufelden.
4. Neuapostolische Kirche: Die neuapostolische Kirche ist in Mötzingen mit einem Kirchengebäude vertreten.
5. Volksmission: Die Volksmission ist in Mötzingen mit einer Ortsgemeinde vertreten. Des Weiteren stellen sie ein Gebäude zur Verfügung, das für verschiedene Aktivitäten (Royal Rangers, Jugendgottesdienste, …) genutzt wird.

### Einwohnerentwicklung
Es handelt sich um Einwohnerzahlen nach dem jeweiligen Gebietsstand. Die Zahlen sind Volkszählungsergebnisse (¹) oder amtliche Fortschreibungen des Statistischen Landesamtes Baden-Württemberg (nur Hauptwohnsitze).
| Jahr            | Einwohner |
| --------------- | --------- |
| 8. Dez. 1853    | 960       |
| 1. Dez. 1871 ¹  | 972       |
| 1. Dez. 1880 ¹  | 1.120     |
| 1. Dez. 1890 ¹  | 1092      |
| 1. Dez. 1900 ¹  | 1143      |
| 1. Dez. 1910 ¹  | 1200      |
| 16. Juni 1925 ¹ | 1263      |
| 16. Juni 1933 ¹ | 1262      |
| 17. Mai 1939 ¹  | 1240      |
| 13. Sep. 1950 ¹ | 1686      |
| 6. Juni 1961 ¹  | 1592      |

| Jahr           | Einwohner |
| -------------- | --------- |
| 27. Mai 1970 ¹ | 1922      |
| 31. Dez. 1980  | 2458      |
| 27. Mai 1987 ¹ | 2643      |
| 31. Dez. 1990  | 2979      |
| 31. Dez. 1995  | 3443      |
| 31. Dez. 2000  | 3502      |
| 31. Dez. 2005  | 3564      |
| 31. Dez. 2010  | 3678      |
| 31. Dez. 2015  | 3608      |
| 31. Dez. 2020  | 3702      |

## Politik

### Gemeinderat
Der Gemeinderat in Mötzingen besteht aus den 12 gewählten ehrenamtlichen Gemeinderäten und dem Bürgermeister als Vorsitzendem. Der Bürgermeister ist im Gemeinderat stimmberechtigt.
Die Kommunalwahl am 9. Juni 2024 führte zu folgendem Ergebnis.
| Parteien und Wählergemeinschaften | Parteien und Wählergemeinschaften           | % 2024  | Sitze 2024 | % 2019  | Sitze 2019 | Kommunalwahl 2024 %9080706050403020100 n. k. %n. k. %n. k. %16,28 %83,72 % UWVWGMCDUSPDMLGewinne und Verlusteim Vergleich zu 2019 %p 85 80 75 70 65 60 55 50 45 40 35 30 25 20 15 10 5 0 −5−10−15−20−25−30−35−40−36,7 %p−31,40 %p−21,08 %p+5,46 %p+83,72 %pUWVWGMCDUSPDML |
| UWV                               | Unabhängige Wählervereinigung               | –       | –          | 36,70   | 4          | Kommunalwahl 2024 %9080706050403020100 n. k. %n. k. %n. k. %16,28 %83,72 % UWVWGMCDUSPDMLGewinne und Verlusteim Vergleich zu 2019 %p 85 80 75 70 65 60 55 50 45 40 35 30 25 20 15 10 5 0 −5−10−15−20−25−30−35−40−36,7 %p−31,40 %p−21,08 %p+5,46 %p+83,72 %pUWVWGMCDUSPDML |
| WGM                               | Wählergemeinschaft Mötzingen                | –       | –          | 31,40   | 4          | Kommunalwahl 2024 %9080706050403020100 n. k. %n. k. %n. k. %16,28 %83,72 % UWVWGMCDUSPDMLGewinne und Verlusteim Vergleich zu 2019 %p 85 80 75 70 65 60 55 50 45 40 35 30 25 20 15 10 5 0 −5−10−15−20−25−30−35−40−36,7 %p−31,40 %p−21,08 %p+5,46 %p+83,72 %pUWVWGMCDUSPDML |
| CDU                               | Christlich Demokratische Union Deutschlands | –       | –          | 21,08   | 3          | Kommunalwahl 2024 %9080706050403020100 n. k. %n. k. %n. k. %16,28 %83,72 % UWVWGMCDUSPDMLGewinne und Verlusteim Vergleich zu 2019 %p 85 80 75 70 65 60 55 50 45 40 35 30 25 20 15 10 5 0 −5−10−15−20−25−30−35−40−36,7 %p−31,40 %p−21,08 %p+5,46 %p+83,72 %pUWVWGMCDUSPDML |
| SPD                               | Sozialdemokratische Partei Deutschlands     | 16,28   | 2          | 10,82   | 1          | Kommunalwahl 2024 %9080706050403020100 n. k. %n. k. %n. k. %16,28 %83,72 % UWVWGMCDUSPDMLGewinne und Verlusteim Vergleich zu 2019 %p 85 80 75 70 65 60 55 50 45 40 35 30 25 20 15 10 5 0 −5−10−15−20−25−30−35−40−36,7 %p−31,40 %p−21,08 %p+5,46 %p+83,72 %pUWVWGMCDUSPDML |
| ML                                | Mötzinger Liste                             | 83,72   | 10         | –       | –          | Kommunalwahl 2024 %9080706050403020100 n. k. %n. k. %n. k. %16,28 %83,72 % UWVWGMCDUSPDMLGewinne und Verlusteim Vergleich zu 2019 %p 85 80 75 70 65 60 55 50 45 40 35 30 25 20 15 10 5 0 −5−10−15−20−25−30−35−40−36,7 %p−31,40 %p−21,08 %p+5,46 %p+83,72 %pUWVWGMCDUSPDML |
| gesamt                            | gesamt                                      | 100,0   | 12         | 100,0   | 12         | Kommunalwahl 2024 %9080706050403020100 n. k. %n. k. %n. k. %16,28 %83,72 % UWVWGMCDUSPDMLGewinne und Verlusteim Vergleich zu 2019 %p 85 80 75 70 65 60 55 50 45 40 35 30 25 20 15 10 5 0 −5−10−15−20−25−30−35−40−36,7 %p−31,40 %p−21,08 %p+5,46 %p+83,72 %pUWVWGMCDUSPDML |
| Wahlbeteiligung                   | Wahlbeteiligung                             | 65,02 % | 65,02 %    | 60,31 % | 60,31 %    | Kommunalwahl 2024 %9080706050403020100 n. k. %n. k. %n. k. %16,28 %83,72 % UWVWGMCDUSPDMLGewinne und Verlusteim Vergleich zu 2019 %p 85 80 75 70 65 60 55 50 45 40 35 30 25 20 15 10 5 0 −5−10−15−20−25−30−35−40−36,7 %p−31,40 %p−21,08 %p+5,46 %p+83,72 %pUWVWGMCDUSPDML |

### Bürgermeister
Bürgermeister ist seit dem 22. April 2024 Benjamin Finis. Er wurde am 18. Februar 2024 mit 56,2 Prozent der Stimmen gewählt. Zuvor amtierten von 1994 bis 2008 Thomas Sprißler und von 2008 bis 2024 Marcel Hagenlocher als Bürgermeister.

### Wappen
| Wappen der Gemeinde Mötzingen | Blasonierung: „In Blau ein silberner (weißer) Kelch.“ |
| Wappen der Gemeinde Mötzingen | Wappenbegründung: Nachdem die Archivdirektion Stuttgart im Jahre 1920 empfohlen hatte, den im Gemeindesiegel zwischen zwei Lorbeerzweigen abgebildeten Kelch silbern in einen blauen Schild zu setzen, nahm die Gemeinde dieses Wappen an. Spätestens 1946 sind die störenden Lorbeerzweige entfallen. Die Bedeutung des Kelches ist nicht bekannt. Vielleicht soll er – wie im Wappen von Gärtringen – auf frühere kirchliche Zusammenhänge mit dem Stift Herrenberg hinweisen, dem seit der Mitte des 15. Jahrhunderts der Kirchensatz in Mötzingen zustand. |

## Wirtschaft und Infrastruktur

### Verkehr
Mötzingen liegt direkt an der Landesstraße 1361 und ist zudem über 6 Kreisstraßen erreichbar. Außerdem ist über einen ca. sechs Kilometer langen Autobahnzubringer an die A 81 (AS Rottenburg)  angeschlossen. Zudem ist durch einen gut ausgebauten ÖPNV nach Nagold und Herrenberg der Anschluss an das S-Bahn-Netz und damit eine gute Verbindung nach Stuttgart und den dortigen Flughafen und Hauptbahnhof gesichert.
Der Autobahnanschluss A 81 Rottenburg ist ca. sechs Kilometer entfernt.

### Ansässige Unternehmen
Westlich von Mötzingen liegt der Steinbruchgebiet Schotterwerk Mayer. Neben der Rohstoffversorgung mit Schottermaterialien wird eine Erddeponie betrieben.
Die beiden Polstermöbelhersteller Rolf Benz und Walter Knoll haben Produktionsstandorte in Mötzingen.

### Bildungseinrichtungen
Mötzingen verfügt über eine eigene Grundschule, drei Kindergärten und eine Gemeindebücherei.

### Sonstiges
In Mötzingen steht der Sender Mötzingen, ein UKW-Füllsender des Südwestrundfunks.

Eine der bedeutendsten Höhlen in der Muschelkalkzone im Oberen Gäu, das Pommerlesloch, liegt in einem Waldstück in Mötzingen.

Auch die Herrgottscheuer, eine der größten Dolinen des Oberen Gäus, liegt in Mötzingen.
Für die unter Denkmalschutz stehenden Objekte im Ort, siehe die Liste der Kulturdenkmale in Mötzingen.

## Natur
Die Gemeinde Mötzingen wurde am 1. März 2013 vom Nabu zur ersten Haselmaus-Gemeinde Baden-Württembergs ernannt.

## Trivia
Als Ortsnecknamen werden die Mötzinger Muggeschnapper (Fliegenschnapper) genannt.

## Persönlichkeiten
- Johannes Kober (1840–1896), Apotheker und Zoologe, geboren in Mötzingen
- Thomas Sprißler (* 1966), Oberbürgermeister von Herrenberg, war von 1994 bis 2007 Bürgermeister in Mötzingen
- Daniel Bullinger (* 1985), Oberbürgermeister von Schwäbisch Hall, war von 2008 bis 2012 Hauptamtsleiter in Mötzingen
- Miguel Klauß (* 1986), deutscher Politiker (AfD) und MdL im Landtag von Baden-Württemberg, in Nagold geboren und in Mötzingen aufgewachsen